# Arch Enemy
Az Arch Enemy (angol, magyarul jó közelítéssel: ’Ősellenség’) egy svéd dallamos death metal együttes, melyet az Amott fivérek alapítottak Johan Liiva énekessel 1996-ban. A zenekar egyik különlegesének számított, hogy 2001-ben Liiva helyett a német származású Angela Gossow lett a zenekar frontembere, mivel a death metalra jellemző hörgés elsősorban férfi énekesekhez köthető. 2014 márciusában Angela magánéleti okokra hivatkozva visszavonult az énekléstől, helyét az addig a The Agonistban éneklő, ugyancsak női  kanadai Alissa White-Gluz vette át.

## Tagok

### Jelenlegi tagok
- Michael Amott − gitár (1996–)
- Sharlee D'Angelo − basszusgitár (1999–)
- Daniel Erlandsson − dob (1996, 1998–)
- Jeff Loomis − gitár (2014−)
- Alissa White-Gluz − ének (2014−)

### Korábbi tagok
- Johan Liiva − vokál (1996–2000)
- Martin Bengtsson − basszusgitár (1997−1998)
- Peter Wildoer − dob (1997)
- Fredrik Åkesson − gitár (2005−2007)
- Christopher Amott − gitár (1996–2005, 2007–2012)
- Angela Gossow − ének (2001–2014)
- Nick Cordle – gitár (2012–2014)

### Kisegítők
- Dick Lövgren − basszusgitár (1999)
- Roger Nilsson − basszusgitár (1999−2000)

## Diszkográfia
| Kiadás dátuma              | Cím                                       | Kiadó                                               |
| 1996 (és 2007 április 24.) | Black Earth                               | W.A.R. Records (1996), Century Media Records (2007) |
| 1998. április 21.          | Stigmata                                  | Century Media Records                               |
| 1999. július 27.           | Burning Bridges                           | Century Media Records                               |
| 2000. december 5.          | Burning Japan Live 1999                   | Century Media Records                               |
| 2001. április 25.          | Wages of Sin                              | Century Media Records                               |
| 2002. március 6.           | Burning Angel (EP)                        | Century Media Records                               |
| 2003. augusztus 26.        | Anthems of Rebellion                      | Century Media Records                               |
| 2004. november 2.          | Dead Eyes See No Future (EP)              | Century Media Records                               |
| 2005. július 26.           | Doomsday Machine                          | Century Media Records                               |
| 2007. szeptember 6.        | Revolution Begins (EP)                    | Century Media Records                               |
| 2007. szeptember 24.       | Rise of the Tyrant                        | Century Media Records                               |
| 2009. szeptember 28.       | The Root of All Evil                      | Century Media Records                               |
| 2011. május 30.            | Khaos Legions                             | Century Media Records                               |
| 2014. június 9.            | War Eternal                               | Century Media Records                               |
| 2015. február 25.          | Stolen Life (EP)                          | Century Media Records                               |
| 2017. március 31.          | As The Stages Burn! (Live at Wacken 2016) | Century Media Records                               |
| 2017. szeptember 8.        | Will to Power                             | Century Media Records                               |
| 2018. február 16.          | Råpunk (EP)                               | Savage Messiah Music                                |
| 2018. március 9.           | 1996-2017                                 | Century Media Records                               |